# Garvajaure
Garvajaure är en sjö i Arjeplogs kommun i Lappland och ingår i Skellefteälvens huvudavrinningsområde. Sjön har en area på 0,989 kvadratkilometer och ligger 832 meter över havet. Sjön avvattnas av vattendraget Gravajåkka.

## Delavrinningsområde
Garvajaure ingår i det delavrinningsområde (738252-154987) som SMHI kallar för Mynnar i Riebnes. Medelhöjden är 822 meter över havet och ytan är 15,46 kvadratkilometer. Det finns inga avrinningsområden uppströms utan avrinningsområdet är högsta punkten. Gravajåkka som avvattnar avrinningsområdet har biflödesordning 3, vilket innebär att vattnet flödar genom totalt 3 vattendrag innan det når havet efter 332 kilometer. Avrinningsområdet består mestadels av kalfjäll (80 procent). Avrinningsområdet har 2 kvadratkilometer vattenytor vilket ger det en sjöprocent på 12,9 procent.